# Uptake
Der englische Begriff Uptake bedeutet übersetzt „Aufnahme“, wird meist in der Medizin verwendet und bezeichnet dort die mengenmäßige Aufnahme bzw. Anreicherung eines Stoffes in einer Zelle bzw. einem Zellverband (Tumor, Metastase, Organ oder Teil eines Organs).
Da den bildgebenden Verfahren und den Therapien der Nuklearmedizin die Aufnahme radioaktiv markierter Stoffe zugrunde liegt, wird der Begriff dort sehr oft geführt.
Beispiele hierfür:
- Der Brain-Uptake-Index beschreibt die Aufnahmerate von Stoffen über die Blut-Hirn-Schranke.
- Bei der Schilddrüsenszintigraphie wird der 99mTc-Uptake, also die Aufnahme radioaktiven Technetiums bestimmt. Beim Radiojodtest wird die Aufnahme von radioaktivem Jod gemessen.
- Der Uptake einer radioaktiv markierten Zuckerlösung (FDG) ist der zugrundeliegende Mechanismus zum Auffinden von Tumoren mit Hilfe der Positronen-Emissions-Tomographie. Er wird dort meist als SUV angegeben.